# Torneo Clausura 2019 (Liga MX Femenil)
El Torneo Clausura 2019 fue la IV edición del campeonato de liga de la Primera División Femenil de México.
La Primera División Femenil de México, conocida también como Liga MX Femenil, es la principal liga de fútbol profesional femenil en México. Está regulada por la Federación Mexicana de Fútbol e integrada por los 18 clubes que conforman la Liga MX.

## Sistema de competición
El torneo de la Primera División Femenil de México, está conformado en dos partes:
- Fase de calificación: Se integra por las 18 jornadas del torneo, descansando un equipo de cada grupo por jornada.
- Fase final: Se integra por los partidos de cuartos de final, semifinal y final.

### Fase de clasificación
En la fase de clasificación se observará el sistema de puntos. La ubicación en cada grupo está sujeta a lo siguiente:
- Por juego ganado se obtendrán tres puntos.
- Por juego empatado se obtendrá un punto.
- Por juego perdido no se otorgan puntos.

En esta fase participan los 18 clubes de la Liga MX Femenil dividiéndose en dos grupos de 9, enfrentándose cada equipo a visita recíproca.
El orden de los clubes al final de la fase de calificación del torneo corresponderá a la suma de los puntos obtenidos por cada uno de ellos y se presentará en forma descendente. Si al finalizar las 18 jornadas del torneo, dos o más clubes estuviesen empatados en puntos, su posición en la tabla general será determinada atendiendo a los siguientes criterios de desempate:
1. Mejor diferencia entre los goles anotados y recibidos
2. Mayor número de goles anotados
3. Mayor número de goles anotados como visitante
4. Marcadores particulares entre los Clubes empatados
5. Tabla Fair Play
6. Sorteo

Los ocho clubes clasificados serán reubicados en un solo listado del número 1 al 8; entendiendo el uno como el Club con mejor desempeño a lo largo de la Fase Regular y así sucesivamente hasta llegar al Club número 8.
En los cuartos de final se enfrentarán a visita recíproca el Club que haya terminado el primero lugar contra aquel que haya calificado en la octava posición, el segundo jugará contra el séptimo y así sucesivamente.
Los Clubes que aspiren a avanzar a Semifinales serán aquellos a quienes les favorezca el “marcador global”, es decir, aquellos que hayan anotado el mayor número de goles en ambos partidos (ida y vuelta). En caso de existir empate global, resultará vencedor aquel que cuente con más anotaciones en calidad de visitante. En caso de que persistiera el empate sería necesario observar la posición de los Clubes en la Tabla General.
Los cuatro Clubes que clasifiquen a Semifinales deberán ser nuevamente enlistados del 1 al 4 de acuerdo con su posición en la Tabla General. Para que entonces se enfrenten, una vez más a visita recíproca, el primero contra el cuarto y el segundo contra el tercero.
La Gran Final la jugarán los dos clubes que hayan resultado vencedores en la instancia de semifinales. Quien haya terminado la Fase Regular mejor posicionado en la Tabla General tendrá el beneficio de jugar como local en el partido de vuelta de la Gran Final.

## Información de los equipos

### Equipos por Entidad Federativa
Para el IV torneo de la liga, la entidad federativa de los Estados Unidos Mexicanos con más equipos en la Primera División Femenil fue la Ciudad de México con tres equipos.
| Santos Laguna Pachuca Monterrey Tigres UANL Monarcas Morelia Atlas Guadalajara Tijuana Toluca América Cruz Azul Pumas UNAM León Veracruz Querétaro Necaxa Puebla Lobos BUAP |

| Entidad Federativa | N.º | Equipos                         |
| ------------------ | --- | ------------------------------- |
| Ciudad de México   | 3   | América, Cruz Azul y Pumas UNAM |
| Jalisco            | 2   | Atlas y Guadalajara             |
| Nuevo León         | 2   | Monterrey y Tigres UANL         |
| Puebla             | 2   | Puebla y Lobos BUAP             |
| Aguascalientes     | 1   | Necaxa                          |
| Baja California    | 1   | Tijuana                         |
| Coahuila           | 1   | Santos Laguna                   |
| Estado de México   | 1   | Toluca                          |
| Guanajuato         | 1   | León                            |
| Hidalgo            | 1   | Pachuca                         |
| Michoacán          | 1   | Monarcas Morelia                |
| Querétaro          | 1   | Querétaro                       |
| Veracruz           | 1   | Veracruz                        |

## Torneo Regular
- El Calendario completo según la página oficial de la competición.
- Los horarios son correspondientes al Tiempo del Centro de México (UTC-6 y UTC-5 en horario de verano).

| 1 | Cruz Azul   | 2 - 4 | Pachuca    | 10 de Diciembre | 4 de enero | 15:45 | 903   | 1 | 0 |
| 2 | Necaxa      | 0 - 1 | Santos     | Victoria        | 4 de enero | 16:00 | 531   | 3 | 0 |
| 1 | Puebla      | 1 - 1 | Veracruz   | Cuauhtémoc      | 6 de enero | 12:00 | 363   | 2 | 0 |
| 2 | Monarcas    | 1 - 3 | Atlas      | Morelos         | 7 de enero | 16:00 | 768   | 3 | 0 |
| 1 | Toluca      | 1 - 1 | Lobos BUAP | Nemesio Diez    | 7 de enero | 18:00 | 649   | 0 | 0 |
| 2 | Guadalajara | 2 - 0 | León       | Akron           | 7 de enero | 19:00 | 1,097 | 0 | 0 |
| 2 | Tigres      | 7 - 1 | Querétaro  | Universitario   | 7 de enero | 20:00 | 5,210 | 2 | 0 |
| 1 | Tijuana     | 0 - 2 | UNAM       | Caliente        | 7 de enero | 21:00 | 633   | 1 | 0 |

Descansan:  América (G1) y  Monterrey (G2)
| 2 | Atlas      | 2 - 0 | Guadalajara | Alfredo "Pistache" Torres | 12 de enero | 11:00 | 998   | 3 | 0 |
| 1 | América    | 3 - 1 | Toluca      | Cancha Centenario #5      | 12 de enero | 12:00 | 773   | 0 | 0 |
| 2 | Monterrey  | 5 - 1 | Necaxa      | El Barrial - Cancha 1     | 13 de enero | 10:30 | 415   | 0 | 0 |
| 1 | Lobos BUAP | 3 - 0 | Cruz Azul   | Olímpico de la BUAP       | 14 de enero | 16:00 | 680   | 1 | 0 |
| 1 | Veracruz   | 1 - 2 | Tijuana     | Luis "Pirata" Fuente      | 14 de enero | 17:00 | 282   | 0 | 0 |
| 2 | León       | 2 - 1 | Tigres      | Nou Camp                  | 14 de enero | 19:00 | 1,022 | 1 | 0 |
| 1 | Pachuca    | 0 - 0 | Puebla      | Hidalgo                   | 14 de enero | 19:00 | 2,100 | 0 | 0 |
| 2 | Santos     | 1 - 1 | Monarcas    | Corona (TSM)              | 14 de enero | 21:00 | 633   | 2 | 0 |

Descansan:  UNAM (G1) y  Querétaro (G2)
| 1 | Cruz Azul   | 2 - 3 | América    | 10 de Diciembre       | 18 de enero | 15:45 | 913    | 2 | 0 |
| 2 | Querétaro   | 0 - 2 | León       | Corregidora           | 18 de enero | 16:00 | 675    | 0 | 0 |
| 1 | UNAM        | 2 - 1 | Veracruz   | La Cantera - Cancha 1 | 19 de enero | 12:00 | 463    | 1 | 0 |
| 1 | Puebla      | 1 - 0 | Lobos BUAP | Cuauhtémoc            | 20 de enero | 12:00 | 829    | 2 | 0 |
| 2 | Monarcas    | 3 - 4 | Monterrey  | Morelos               | 20 de enero | 12:00 | 1,121  | 1 | 0 |
| 1 | Pachuca     | 3 - 0 | Tijuana    | Hidalgo               | 21 de enero | 19:00 | 1,567  | 0 | 0 |
| 2 | Tigres      | 2 - 1 | Atlas      | Universitario         | 21 de enero | 20:00 | 10,269 | 1 | 0 |
| 2 | Guadalajara | 0 - 0 | Santos     | Akron                 | 21 de enero | 21:00 | 1,342  | 3 | 0 |

Descansan:  Toluca (G1) y  Necaxa (G2)
| 1 | América    | 1 - 0 | Puebla      | Cancha Centenario #5      | 23 de enero | 15:45 | 480   | 0 | 0 |
| 1 | Toluca     | 2 - 1 | Cruz Azul   | Nemesio Diez              | 23 de enero | 18:00 | 6,323 | 1 | 1 |
| 2 | Atlas      | 4 - 0 | Querétaro   | Alfredo "Pistache" Torres | 24 de enero | 11:00 | 226   | 1 | 0 |
| 2 | Santos     | 1 - 3 | Tigres      | Corona (TSM)              | 24 de enero | 11:00 | 1,764 | 0 | 0 |
| 2 | Necaxa     | 1 - 1 | Monarcas    | Victoria                  | 24 de enero | 16:00 | 315   | 5 | 0 |
| 1 | Lobos BUAP | 1 - 1 | Tijuana     | Olímpico de la BUAP       | 24 de enero | 16:00 | 386   | 3 | 0 |
| 1 | Pachuca    | 3 - 0 | UNAM        | Hidalgo                   | 24 de enero | 19:00 | 2,334 | 0 | 0 |
| 2 | Monterrey  | 2 - 1 | Guadalajara | BBVA Bancomer             | 24 de enero | 21:00 | 2,286 | 1 | 0 |

Descansan:  Veracruz (G1) y  León (G2)
| 1 | Puebla      | 2 - 0 | Toluca     | Cuauhtémoc            | 27 de enero | 12:00 | 359    | 2 | 0 |
| 2 | Guadalajara | 1 - 0 | Necaxa     | Verde Valle           | 27 de enero | 12:30 | 566    | 2 | 0 |
| 1 | UNAM        | 1 - 0 | Lobos BUAP | La Cantera - Cancha 1 | 28 de enero | 15:45 | 218    | 2 | 0 |
| 2 | Querétaro   | 4 - 0 | Santos     | Corregidora           | 28 de enero | 16:00 | 332    | 0 | 0 |
| 1 | Veracruz    | 0 - 3 | Pachuca    | Luis "Pirata" Fuente  | 28 de enero | 17:00 | 284    | 1 | 0 |
| 2 | León        | 0 - 1 | Atlas      | Nou Camp              | 28 de enero | 19:00 | 1,036  | 3 | 0 |
| 2 | Tigres      | 1 - 1 | Monterrey  | Universitario         | 28 de enero | 20:00 | 30,161 | 5 | 0 |
| 1 | Tijuana     | 0 - 1 | América    | Caliente              | 28 de enero | 21:00 | 2,033  | 2 | 0 |

Descansan:  Cruz Azul (G1) y  Monarcas (G2)
| 1 | Cruz Azul  | 0 - 0 | Puebla      | 10 de Diciembre       | 1 de febrero | 15:45 | 339   | 1 | 0 |
| 2 | Necaxa     | 1 - 4 | Tigres      | Victoria              | 1 de febrero | 16:00 | 576   | 1 | 0 |
| 1 | América    | 0 - 1 | UNAM        | Cancha Centenario #5  | 2 de febrero | 12:00 | 813   | 3 | 0 |
| 2 | Monterrey  | 6 - 1 | Querétaro   | El Barrial - Cancha 1 | 3 de febrero | 10:30 | 437   | 1 | 0 |
| 2 | Monarcas   | 0 - 1 | Guadalajara | Morelos               | 3 de febrero | 12:00 | 3,513 | 2 | 0 |
| 1 | Lobos BUAP | 3 - 0 | Veracruz    | Olímpico de la BUAP   | 4 de febrero | 12:00 | 512   | 0 | 0 |
| 2 | Santos     | 0 - 1 | León        | Corona (TSM)          | 4 de febrero | 19:00 | 936   | 3 | 2 |
| 1 | Tijuana    | 1 - 0 | Toluca      | Caliente              | 4 de febrero | 21:00 | 433   | 2 | 0 |

Descansan:  Pachuca (G1) y  Atlas (G2)
| 2 | Querétaro | 1 - 1 | Necaxa     | Corregidora               | 8 de febrero  | 16:00 | 350    | 3 | 0 |
| 2 | Atlas     | 3 - 4 | Santos     | Alfredo "Pistache" Torres | 9 de febrero  | 11:00 | 473    | 1 | 0 |
| 1 | UNAM      | 0 - 1 | Toluca     | La Cantera - Cancha 1     | 9 de febrero  | 12:00 | 485    | 2 | 0 |
| 1 | Veracruz  | 0 - 0 | América    | Luis "Pirata" Fuente      | 11 de febrero | 17:00 | 485    | 2 | 0 |
| 1 | Pachuca   | 3 - 0 | Lobos BUAP | Hidalgo                   | 11 de febrero | 19:00 | 1,932  | 2 | 0 |
| 2 | Tigres    | 4 - 0 | Monarcas   | Universitario             | 11 de febrero | 20:00 | 10,537 | 4 | 0 |
| 2 | León      | 1 - 1 | Monterrey  | Nou Camp                  | 11 de febrero | 21:00 | 601    | 1 | 0 |
| 1 | Tijuana   | 0 - 2 | Cruz Azul  | Caliente                  | 11 de febrero | 21:00 | 731    | 1 | 0 |

Descansan:  Puebla (G1) y  Guadalajara (G2)
| 1 | Cruz Azul   | 1 - 3 | UNAM      | 10 de Diciembre      | 15 de febrero | 15:45 | 583   | 2 | 0 |
| 2 | Necaxa      | 0 - 1 | León      | Victoria             | 15 de febrero | 16:00 | 393   | 2 | 0 |
| 1 | América     | 2 - 0 | Pachuca   | Cancha Centenario #5 | 16 de febrero | 12:00 | 485   | 3 | 0 |
| 1 | Puebla      | 0 - 0 | Tijuana   | Cuauhtémoc           | 17 de febrero | 12:00 | 277   | 0 | 0 |
| 2 | Monarcas    | 3 - 1 | Querétaro | Morelos              | 17 de febrero | 12:00 | 944   | 2 | 0 |
| 1 | Toluca      | 1 - 2 | Veracruz  | Nemesio Diez         | 18 de febrero | 18:00 | 603   | 2 | 0 |
| 2 | Guadalajara | 0 - 0 | Tigres    | Akron                | 18 de febrero | 19:00 | 1,728 | 3 | 0 |
| 2 | Monterrey   | 1 - 0 | Atlas     | BBVA Bancomer        | 18 de febrero | 21:00 | 1,762 | 2 | 0 |

Descansan:  Lobos BUAP (G1) y  Santos (G2)
| 1 | UNAM       | 0 - 1 | Puebla      | La Cantera - Cancha 1     | 20 de febrero | 12:00 | 149   | 0 | 0 |
| 1 | Lobos BUAP | 1 - 2 | América     | Olímpico de la BUAP       | 20 de febrero | 16:00 | 1,350 | 1 | 0 |
| 1 | Veracruz   | 0 - 3 | Cruz Azul   | Luis "Pirata" Fuente      | 21 de febrero | 10:00 | 125   | 0 | 0 |
| 2 | Atlas      | 3 - 1 | Necaxa      | Alfredo "Pistache" Torres | 21 de febrero | 11:00 | 185   | 1 | 0 |
| 2 | Querétaro  | 0 - 1 | Guadalajara | Corregidora               | 21 de febrero | 16:00 | 1,012 | 1 | 0 |
| 2 | León       | 2 - 2 | Monarcas    | Nou Camp                  | 21 de febrero | 16:00 | 424   | 0 | 0 |
| 1 | Pachuca    | 3 - 0 | Toluca      | Hidalgo                   | 21 de febrero | 19:00 | 2,843 | 3 | 0 |
| 2 | Santos     | 0 - 1 | Monterrey   | Corona (TSM)              | 21 de febrero | 21:00 | 1,180 | 1 | 0 |

Descansan:  Tijuana (G1) y  Tigres (G2)
| 1 | UNAM       | 3 - 0 | Tijuana     | La Cantera - Cancha 1     | 23 de febrero | 12:00 | 281   | 0 | 0 |
| 2 | Atlas      | 2 - 0 | Monarcas    | Alfredo "Pistache" Torres | 24 de febrero | 12:00 | 1,400 | 0 | 0 |
| 2 | Querétaro  | 1 - 4 | Tigres      | Corregidora               | 24 de febrero | 16:00 | 1,107 | 4 | 0 |
| 1 | Lobos BUAP | 0 - 2 | Toluca      | Olímpico de la BUAP       | 25 de febrero | 16:00 | 236   | 3 | 0 |
| 1 | Veracruz   | 2 - 0 | Puebla      | Luis "Pirata" Fuente      | 25 de febrero | 17:00 | 145   | 0 | 0 |
| 1 | Pachuca    | 1 - 1 | Cruz Azul   | Hidalgo                   | 25 de febrero | 19:00 | 2,831 | 5 | 1 |
| 2 | Santos     | 3 -0  | Necaxa      | Corona (TSM)              | 25 de febrero | 20:00 | 615   | 2 | 1 |
| 2 | León       | 1 - 2 | Guadalajara | Nou Camp                  | 25 de febrero | 21:00 | 4,975 | 3 | 0 |

Descansan:  América (G1) y  Monterrey (G2)
| 1 | Cruz Azul   | 0 - 0 | Lobos BUAP | 10 de Diciembre | 1 de marzo | 15:45 | 337   | 5 | 1 |
| 2 | Necaxa      | 0 - 3 | Monterrey  | Victoria        | 1 de marzo | 16:00 | 348   | 3 | 0 |
| 1 | Puebla      | 0 - 2 | Pachuca    | Los Olivos      | 3 de marzo | 12:00 | 250   | 2 | 0 |
| 2 | Monarcas    | 2 - 2 | Santos     | Morelos         | 3 de marzo | 12:00 | 1,051 | 2 | 0 |
| 1 | Toluca      | 1 - 1 | América    | Nemesio Diez    | 4 de marzo | 18:00 | 1,405 | 3 | 1 |
| 2 | Guadalajara | 1 - 2 | Atlas      | Akron           | 4 de marzo | 19:00 | 2,395 | 4 | 0 |
| 2 | Tigres      | 3 - 1 | León       | Universitario   | 4 de marzo | 20:00 | 2,893 | 0 | 0 |
| 1 | Tijuana     | 1 - 0 | Veracruz   | Caliente        | 4 de marzo | 21:00 | 733   | 1 | 0 |

Descansan:  UNAM (G1) y  Querétaro (G2)
| 2 | León       | 3 - 2 | Querétaro   | Nou Camp                  | 8 de marzo  | 19:00 | 600   | 3 | 0 |
| 2 | Atlas      | 2 - 1 | Tigres      | Alfredo "Pistache" Torres | 9 de marzo  | 11:00 | 675   | 4 | 0 |
| 1 | América    | 2 - 1 | Cruz Azul   | Cancha Centenario #5      | 9 de marzo  | 12:00 | 745   | 1 | 0 |
| 1 | Lobos BUAP | 1 - 2 | Puebla      | Olímpico de la BUAP       | 11 de marzo | 16:00 | 823   | 0 | 0 |
| 1 | Veracruz   | 1 - 0 | UNAM        | Luis "Pirata" Fuente      | 11 de marzo | 16:00 | 194   | 0 | 0 |
| 2 | Monterrey  | 5 - 0 | Monarcas    | BBVA Bancomer             | 11 de marzo | 19:00 | 1,451 | 0 | 0 |
| 2 | Santos     | 3 - 1 | Guadalajara | Corona (TSM)              | 11 de marzo | 21:00 | 1,481 | 0 | 0 |
| 1 | Tijuana    | 2 - 2 | Pachuca     | Caliente                  | 11 de marzo | 21:00 | 433   | 1 | 0 |

Descansan:  Toluca (G1) y  Necaxa (G2)
| 1 | Cruz Azul   | 2 - 0 | Toluca     | 10 de Diciembre       | 15 de marzo | 15:45 | 357   | 0 | 0 |
| 2 | Querétaro   | 2 - 3 | Atlas      | Corregidora           | 15 de marzo | 16:00 | 245   | 2 | 0 |
| 1 | UNAM        | 0 - 1 | Pachuca    | La Cantera - Cancha 1 | 16 de marzo | 12:00 | 464   | 4 | 0 |
| 2 | Monarcas    | 3 - 1 | Necaxa     | Morelos               | 17 de marzo | 12:00 | 856   | 1 | 0 |
| 1 | Puebla      | 0 - 2 | América    | Cuauhtémoc            | 17 de marzo | 12:00 | 679   | 0 | 0 |
| 2 | Guadalajara | 0 - 1 | Monterrey  | Akron                 | 18 de marzo | 19:00 | 1,503 | 0 | 0 |
| 2 | Tigres      | 2 - 0 | Santos     | Universitario         | 18 de marzo | 20:00 | 2,438 | 2 | 0 |
| 1 | Tijuana     | 0 - 2 | Lobos BUAP | Caliente              | 18 de marzo | 21:00 | 933   | 0 | 0 |

Descansan:  Veracruz (G1) y  León (G2)
| 2 | Necaxa     | 1 - 2 | Guadalajara | Victoria                  | 22 de marzo | 16:00 | 1,170  | 3 | 1 |
| 2 | Atlas      | 2 - 2 | León        | Alfredo "Pistache" Torres | 23 de marzo | 11:00 | 588    | 2 | 0 |
| 1 | América    | 5 - 1 | Tijuana     | Azteca                    | 23 de marzo | 12:00 | 1,454  | 3 | 0 |
| 1 | Lobos BUAP | 2 - 1 | UNAM        | Olímpico de la BUAP       | 25 de marzo | 16:00 | 475    | 1 | 0 |
| 1 | Toluca     | 0 - 1 | Puebla      | Nemesio Diez              | 25 de marzo | 18:00 | 556    | 1 | 0 |
| 1 | Pachuca    | 2 - 0 | Veracruz    | Hidalgo                   | 25 de marzo | 19:00 | 2,467  | 4 | 0 |
| 2 | Monterrey  | 0 - 1 | Tigres      | BBVA Bancomer             | 25 de marzo | 19:00 | 24,465 | 1 | 1 |
| 2 | Santos     | 2 - 1 | Querétaro   | Corona (TSM)              | 25 de marzo | 21:00 | 740    | 2 | 0 |

Descansan:  Cruz Azul (G1) y  Monarcas (G2)
| 2 | Querétaro   | 1 - 3 | Monterrey  | Corregidora           | 29 de marzo | 16:00 | 244   | 1 | 0 |
| 2 | Tigres      | 0 - 0 | Necaxa     | Universitario         | 29 de marzo | 20:00 | 8,847 | 1 | 0 |
| 1 | UNAM        | 1 - 2 | América    | La Cantera - Cancha 1 | 30 de marzo | 12:00 | 673   | 0 | 0 |
| 2 | Guadalajara | 1 - 2 | Monarcas   | Verde Valle           | 31 de marzo | 09:00 | 230   | 3 | 0 |
| 1 | Veracruz    | 0 - 2 | Lobos BUAP | Luis "Pirata" Fuente  | 31 de marzo | 10:00 | 222   | 1 | 0 |
| 1 | Puebla      | 3 - 1 | Cruz Azul  | Cuauhtémoc            | 31 de marzo | 12:00 | 350   | 0 | 0 |
| 1 | Toluca      | 1 - 0 | Tijuana    | Nemesio Diez          | 1 de abril  | 18:00 | 483   | 2 | 0 |
| 2 | León        | 1 - 0 | Santos     | Nou Camp              | 1 de abril  | 21:00 | 505   | 2 | 0 |

Descansan:  Pachuca (G1) y  Atlas (G2)
| 1 | Cruz Azul  | 2 - 2 | Tijuana   | 10 de Diciembre      | 5 de abril | 16:00 | 397   | 0 | 0 |
| 2 | Necaxa     | 1 - 1 | Querétaro | Victoria             | 5 de abril | 16:00 | 645   | 1 | 0 |
| 1 | América    | 4 - 0 | Veracruz  | Cancha Centenario #5 | 6 de abril | 12:00 | 752   | 2 | 0 |
| 2 | Monarcas   | 0 - 1 | Tigres    | Morelos              | 8 de abril | 16:00 | 997   | 3 | 0 |
| 1 | Lobos BUAP | 4 - 2 | Pachuca   | Olímpico de la BUAP  | 8 de abril | 16:00 | 234   | 0 | 0 |
| 1 | Toluca     | 2 - 2 | UNAM      | Nemesio Diez         | 8 de abril | 18:00 | 965   | 1 | 0 |
| 2 | Monterrey  | 4 - 1 | León      | BBVA Bancomer        | 8 de abril | 19:00 | 1,556 | 2 | 0 |
| 2 | Santos     | 0 - 2 | Atlas     | Corona (TSM)         | 8 de abril | 21:00 | 730   | 3 | 0 |

Descansan:  Puebla (G1) y  Guadalajara (G2)
| 2 | Querétaro | 0 - 0 | Monarcas    | Corregidora               | 12 de abril | 16:00 | 321    | 1 | 0 |
| 2 | Atlas     | 0 - 3 | Monterrey   | Alfredo "Pistache" Torres | 13 de abril | 11:00 | 775    | 4 | 1 |
| 1 | UNAM      | 3 - 0 | Cruz Azul   | La Cantera - Cancha 1     | 13 de abril | 12:00 | 463    | 2 | 1 |
| 1 | Veracruz  | 1 - 0 | Toluca      | Luis "Pirata" Fuente      | 15 de abril | 17:00 | 286    | 2 | 0 |
| 1 | Pachuca   | 1 - 0 | América     | Hidalgo                   | 15 de abril | 19:00 | 12,351 | 1 | 0 |
| 2 | Tigres    | 2 - 1 | Guadalajara | Universitario             | 15 de abril | 20:00 | 16,121 | 3 | 0 |
| 2 | León      | 0 - 1 | Necaxa      | Nou Camp                  | 15 de abril | 21:00 | 1,145  | 4 | 0 |
| 1 | Tijuana   | 0 - 1 | Puebla      | Caliente                  | 15 de abril | 21:00 | 1,133  | 1 | 0 |

Descansan:  Lobos BUAP (G1) y  Santos (G2)
| 1 | Cruz Azul   | 0 - 1 | Veracruz   | 10 de Diciembre      | 19 de abril | 16:00 | 566    | 0 | 0 |
| 2 | Necaxa      | 0 - 2 | Atlas      | Victoria             | 19 de abril | 16:00 | 411    | 3 | 0 |
| 2 | Monterrey   | 3 - 2 | Santos     | BBVA Bancomer        | 19 de abril | 18:00 | 20,148 | 1 | 0 |
| 1 | América     | 1 - 0 | Lobos BUAP | Cancha Centenario #5 | 20 de abril | 12:00 | 753    | 2 | 0 |
| 1 | Puebla      | 1 - 0 | UNAM       | Cuauhtémoc           | 21 de abril | 12:00 | 744    | 0 | 0 |
| 2 | Guadalajara | 3 - 1 | Querétaro  | Verde Valle          | 21 de abril | 12:30 | 573    | 1 | 0 |
| 2 | Monarcas    | 2 - 3 | León       | Morelos              | 22 de abril | 16:00 | 886    | 3 | 0 |
| 1 | Toluca      | 2 - 3 | Pachuca    | Nemesio Diez         | 22 de abril | 18:00 | 920    | 3 | 0 |

Descansan:  Tijuana (G1) y  Tigres (G2)

## Tablas
- Datos según la página oficial de la competición.
- Fecha de actualización: 23 de abril de 2019

### Grupo 1
|    | Equipos    | PJ | PG | PE | PP | GF | GC | Dif. | Pts. |
| -- | ---------- | -- | -- | -- | -- | -- | -- | ---- | ---- |
| 1. | América    | 16 | 12 | 2  | 2  | 29 | 10 | 19   | 38   |
| 2. | Pachuca    | 16 | 11 | 3  | 2  | 33 | 13 | 20   | 36   |
| 3. | Puebla     | 16 | 8  | 4  | 4  | 13 | 10 | 3    | 28   |
| 4. | Pumas UNAM | 16 | 7  | 1  | 8  | 19 | 16 | 3    | 22   |
| 5. | Lobos BUAP | 16 | 6  | 3  | 7  | 20 | 17 | 3    | 21   |
| 6. | Veracruz   | 16 | 5  | 2  | 9  | 10 | 24 | -14  | 17   |
| 7. | Toluca     | 16 | 4  | 3  | 9  | 14 | 23 | -9   | 15   |
| 8. | Cruz Azul  | 16 | 3  | 4  | 9  | 18 | 27 | -9   | 13   |
| 9. | Tijuana    | 16 | 3  | 4  | 9  | 10 | 26 | -16  | 13   |

### Grupo 2
|    | Equipos       | PJ | PG | PE | PP | GF | GC | Dif. | Pts. |
| -- | ------------- | -- | -- | -- | -- | -- | -- | ---- | ---- |
| 1. | Monterrey     | 16 | 13 | 2  | 1  | 43 | 13 | 30   | 41   |
| 2. | Tigres UANL   | 16 | 11 | 3  | 2  | 36 | 12 | 24   | 36   |
| 3. | Atlas         | 16 | 11 | 1  | 4  | 32 | 18 | 14   | 34   |
| 4. | León          | 16 | 7  | 3  | 6  | 21 | 23 | -2   | 24   |
| 5. | Guadalajara   | 16 | 7  | 2  | 7  | 17 | 17 | 0    | 23   |
| 6. | Santos Laguna | 16 | 5  | 3  | 8  | 19 | 25 | -6   | 18   |
| 7. | Monarcas      | 16 | 3  | 5  | 8  | 20 | 32 | -12  | 14   |
| 8. | Necaxa        | 16 | 1  | 4  | 11 | 9  | 31 | -22  | 7    |
| 9. | Querétaro     | 16 | 1  | 3  | 12 | 17 | 43 | -26  | 6    |

### General
|     | Equipos       | PJ | PG | PE | PP | GF | GC | Dif. | Pts. |
| --- | ------------- | -- | -- | -- | -- | -- | -- | ---- | ---- |
| 1.  | Monterrey     | 16 | 13 | 2  | 1  | 43 | 13 | 30   | 41   |
| 2.  | América       | 16 | 12 | 2  | 2  | 29 | 10 | 19   | 38   |
| 3.  | Tigres UANL   | 16 | 11 | 3  | 2  | 36 | 12 | 24   | 36   |
| 4.  | Pachuca       | 16 | 11 | 3  | 2  | 33 | 13 | 20   | 36   |
| 5.  | Atlas         | 16 | 11 | 1  | 4  | 32 | 18 | 14   | 34   |
| 6.  | Puebla        | 16 | 8  | 4  | 4  | 13 | 10 | 3    | 28   |
| 7.  | León          | 16 | 7  | 3  | 6  | 21 | 23 | -2   | 24   |
| 8.  | Guadalajara   | 16 | 7  | 2  | 7  | 17 | 17 | 0    | 23   |
| 9.  | Pumas UNAM    | 16 | 7  | 1  | 8  | 19 | 16 | 3    | 22   |
| 10. | Lobos BUAP    | 16 | 6  | 3  | 7  | 20 | 17 | 3    | 21   |
| 11. | Santos Laguna | 16 | 5  | 3  | 8  | 19 | 25 | -6   | 18   |
| 12. | Veracruz      | 16 | 5  | 2  | 9  | 10 | 24 | -14  | 17   |
| 13. | Toluca        | 16 | 4  | 3  | 9  | 14 | 23 | -9   | 15   |
| 14. | Morelia       | 16 | 3  | 5  | 8  | 20 | 32 | -12  | 14   |
| 15. | Cruz Azul     | 16 | 3  | 4  | 9  | 18 | 27 | -9   | 13   |
| 16. | Tijuana       | 16 | 3  | 4  | 9  | 10 | 26 | -16  | 13   |
| 17. | Necaxa        | 16 | 1  | 4  | 11 | 9  | 31 | -22  | 7    |
| 18. | Querétaro     | 16 | 1  | 3  | 12 | 17 | 43 | -26  | 6    |

| Simbología |
| --- |
| Pos – Posición; PJ – Partidos Jugados; PG - Partidos Ganados; PE - Partidos Empatados; PP - Partidos Perdidos; GF – Goles a Favor; GC – Goles en Contra; DIF – Diferencia de Goles; PTS - Puntos. |

|  | Líder, Clasifica a cuartos de final (1º Lugar).   |
|  | Clasifica a cuartos de final (2º, 3º y 4º Lugar). |

## Liguilla
|  | Cuartos de final                                     | Cuartos de final                                     | Cuartos de final                                     |   |           | Semifinales                               | Semifinales                               | Semifinales                               |  |  | Final                                | Final                                | Final                                |
|  | 24 y 25 de abril (ida) 27, 28 y 29 de abril (vuelta) | 24 y 25 de abril (ida) 27, 28 y 29 de abril (vuelta) | 24 y 25 de abril (ida) 27, 28 y 29 de abril (vuelta) |   |           | 2 y 3 de mayo(ida) 5 y 6 de mayo (vuelta) | 2 y 3 de mayo(ida) 5 y 6 de mayo (vuelta) | 2 y 3 de mayo(ida) 5 y 6 de mayo (vuelta) |  |  | 10 de mayo (ida) 13 de mayo (vuelta) | 10 de mayo (ida) 13 de mayo (vuelta) | 10 de mayo (ida) 13 de mayo (vuelta) |
|  |                                                      |                                                      |                                                      |   |           |                                           |                                           |                                           |  |  |                                      |                                      |                                      |
|  | Monterrey                                            | 2                                                    | 3                                                    |   |           |                                           |                                           |                                           |  |  |                                      |                                      |                                      |
|  | UNAM                                                 | 1                                                    | 0                                                    |   |           |                                           |                                           |                                           |  |  |                                      |                                      |                                      |
|  | UNAM                                                 | 1                                                    | 0                                                    |   | Monterrey | 2                                         | 1                                         |                                           |  |  |                                      |                                      |                                      |
|  |                                                      |                                                      |                                                      |   | Monterrey | 2                                         | 1                                         |                                           |  |  |                                      |                                      |                                      |
|  |                                                      | Pachuca                                              | 3                                                    | 0 |           |                                           |                                           |                                           |  |  |                                      |                                      |                                      |
|  | Pachuca                                              | Pachuca                                              | 3                                                    | 0 | 1         | 1                                         |                                           |                                           |  |  |                                      |                                      |                                      |
|  | Pachuca                                              |                                                      |                                                      |   | 1         | 1                                         |                                           |                                           |  |  |                                      |                                      |                                      |
|  | Atlas                                                | 0                                                    | 1                                                    |   |           |                                           |                                           |                                           |  |  |                                      |                                      |                                      |
|  |                                                      |                                                      |                                                      |   |           |                                           |                                           |                                           |  |  | Monterrey                            | 1                                    | 1                                    |
|  |                                                      |                                                      | Tigres                                               | 1 | 2         |                                           |                                           |                                           |  |  |                                      |                                      |                                      |
|  | América                                              | 1                                                    | 1                                                    |   |           |                                           |                                           |                                           |  |  |                                      |                                      |                                      |
|  | León                                                 | 0                                                    | 1                                                    |   |           |                                           |                                           |                                           |  |  |                                      |                                      |                                      |
|  | León                                                 | 0                                                    | 1                                                    |   | América   | 0                                         | 1                                         |                                           |  |  |                                      |                                      |                                      |
|  |                                                      |                                                      |                                                      |   | América   | 0                                         | 1                                         |                                           |  |  |                                      |                                      |                                      |
|  |                                                      | Tigres                                               | 2                                                    | 3 |           |                                           |                                           |                                           |  |  |                                      |                                      |                                      |
|  | Tigres                                               | Tigres                                               | 2                                                    | 3 | 2         | 2                                         |                                           |                                           |  |  |                                      |                                      |                                      |
|  | Tigres                                               |                                                      |                                                      |   | 2         | 2                                         |                                           |                                           |  |  |                                      |                                      |                                      |
|  | Puebla                                               | 1                                                    | 0                                                    |   |           |                                           |                                           |                                           |  |  |                                      |                                      |                                      |

*Tigres se proclamó campeón por segunda vez de la liga MX Femenil*

### Cuartos de final[15]

#### Monterrey vs UNAM
| 24 de abril, 16:00 | UNAM              | 1:2 (0:0) | Monterrey            | La Cantera - Cancha 1, CDMX                                            |                                                                        |
|                    | E. Santamaria 57' | Reporte   | M. Monsiváis 67' 78' | Asistencia: 917 espectadores Árbitro(s): Ismael Rosario Lopez Peñuelas | Asistencia: 917 espectadores Árbitro(s): Ismael Rosario Lopez Peñuelas |

| 27 de abril, 21:06             | Monterrey                                      | 3:0 (2:0) | UNAM | Estadio BBVA Bancomer, Monterrey                                 |                                                                  |
|                                | D. Garza 1' · R. Bernal 39' · M. Monsiváis 56' | Reporte   |      | Asistencia: 3,778 espectadores Árbitro(s): Martín Molina Astorga | Asistencia: 3,778 espectadores Árbitro(s): Martín Molina Astorga |
| Monterrey avanzó a semifinales |                                                |           |      |                                                                  |                                                                  |

#### América vs León
| 25 de abril, 21:00 | León | 0:1 (0:0) | América         | Nou Camp, León                                                      |                                                                     |
|                    |      | Reporte   | D. Espinosa 79' | Asistencia: 29,235 espectadores Árbitro(s): Karen Hernández Andrade | Asistencia: 29,235 espectadores Árbitro(s): Karen Hernández Andrade |

| 28 de abril, 16:00               | América       | 1:1 (0:1) | León             | Estadio Azteca, CDMX                                                    |                                                                         |
|                                  | L. Cuevas 57' | Reporte   | P. Navarrete 35' | Asistencia: 4,531 espectadores Árbitro(s): Priscila Eritzel Pérez Borja | Asistencia: 4,531 espectadores Árbitro(s): Priscila Eritzel Pérez Borja |
| América avanzó a las semifinales |               |           |                  |                                                                         |                                                                         |

#### Tigres vs Puebla
| 25 de abril, 19:00 | Puebla         | 1:2 (0:0) | Tigres                           | Estadio Cuauhtémoc, Puebla                                               |                                                                          |
|                    | M. Jiménez 66' | Reporte   | K. Martínez 70' · L. Mercado 92' | Asistencia: 3,210 espectadores Árbitro(s): Lizzet Amairany García Olvera | Asistencia: 3,210 espectadores Árbitro(s): Lizzet Amairany García Olvera |

| 29 de abril, 20:00          | Tigres          | 2:0 (0:0) | Puebla                 | Estadio Universitario, Nuevo León                                         |                                                                           |
|                             | G. Espinoza 65' | Reporte   | D. Anguiano 81' (a.g.) | Asistencia: 11,228 espectadores Árbitro(s): Luis Alfredo García Rodríguez | Asistencia: 11,228 espectadores Árbitro(s): Luis Alfredo García Rodríguez |
| Tigres avanzó a semifinales |                 |           |                        |                                                                           |                                                                           |

#### Pachuca vs Atlas
| 25 de abril, 17:00 | Atlas | 0:1 (0:0) | Pachuca      | Alfredo "Pistache" Torres, Zapopan                                     |                                                                        |
|                    |       | Reporte   | K. Gómez 65' | Asistencia: 1,470 espectadores Árbitro(s): Diana Stephanía Pérez Borja | Asistencia: 1,470 espectadores Árbitro(s): Diana Stephanía Pérez Borja |

| 29 de abril, 19:00           | Pachuca        | 1:1 (0:0) | Atlas       | Estadio Hidalgo, Pachuca                                              |                                                                       |
|                              | L. Ángeles 64' | Reporte   | A. González | Asistencia: 9,580 espectadores Árbitro(s): Katia Itzel García Mendoza | Asistencia: 9,580 espectadores Árbitro(s): Katia Itzel García Mendoza |
| Pachuca avanzó a semifinales |                |           |             |                                                                       |                                                                       |

### Semifinales[16]

#### América vs Tigres
| 2 de mayo, 21:00 | Tigres              | 2:0 (1:0) | América | Estadio Universitario, Nuevo León                                   |                                                                     |
|                  | K. Martínez 33' 60' | Reporte   |         | Asistencia: 12,346 espectadores Árbitro(s): Karen Hernández Andrade | Asistencia: 12,346 espectadores Árbitro(s): Karen Hernández Andrade |

| 5 de mayo, 16:00         | América        | 1:3 (1:1) | Tigres                              | Estadio Azteca, CDMX                                                   |                                                                        |
|                          | D. Cazares 43' | Reporte   | L. Ovalle 39' · K. Martínez 56' 75' | Asistencia: 10,732 espectadores Árbitro(s): Katia Itzel García Mendoza | Asistencia: 10,732 espectadores Árbitro(s): Katia Itzel García Mendoza |
| Tigres avanzó a la final |                |           |                                     |                                                                        |                                                                        |

#### Monterrey vs Pachuca
| 3 de mayo, 19:00 | Pachuca                             | 3:2 (1:0) | Monterrey            | Estadio Hidalgo, Pachuca                                                |                                                                         |
|                  | E. Salazar 38' 60' · L. Ángeles 56' | Reporte   | M. Monsiváis 63' 87' | Asistencia: 12,890 espectadores Árbitro(s): Diana Stephanía Pérez Borja | Asistencia: 12,890 espectadores Árbitro(s): Diana Stephanía Pérez Borja |

| 6 de mayo, 21:00            | Monterrey    | 1:0 (1:0) | Pachuca | Estadio BBVA Bancomer, Monterrey                                        |                                                                         |
|                             | K. Nieto 14' | Reporte   |         | Asistencia: 6,237 espectadores Árbitro(s): Priscila Eritzel Pérez Borja | Asistencia: 6,237 espectadores Árbitro(s): Priscila Eritzel Pérez Borja |
| Monterrey avanzó a la final |              |           |         |                                                                         |                                                                         |

### Final[17]

#### Monterrey vs Tigres
| 10 de mayo, 21:00 | Tigres | 1:1 (0:0) | Monterrey                             | Estadio Universitario, Nuevo León                                   |                                                                     |
|                   |        | Reporte   | A. Frías 61' · S. Castillo 70' (a.g.) | Asistencia: 34,135 espectadores Árbitro(s): Karen Hernández Andrade | Asistencia: 34,135 espectadores Árbitro(s): Karen Hernández Andrade |

| 13 de mayo, 20:00          | Monterrey        | 1:2 (0:2) | Tigres                      | Estadio BBVA Bancomer, Monterrey                                        |                                                                         |
|                            | A. Cervantes 67' | Reporte   | B. Solis 7' · L. Ovalle 24' | Asistencia: 31,736 espectadores Árbitro(s): Diana Stephanía Pérez Borja | Asistencia: 31,736 espectadores Árbitro(s): Diana Stephanía Pérez Borja |
| Tigres se proclamó campeón |                  |           |                             |                                                                         |                                                                         |

#### Final - Ida
| 20    | POR   | Ofelia Solís         |     |
| 4     | DEF   | Greta Espinoza       |     |
| 13    | DEF   | Karen Luna           |     |
| 22    | DEF   | Selene Cortés        |     |
| 6     | MED   | Nancy Antonio        |     |
| 7     | MED   | Liliana Mercado      |     |
| 14    | MED   | Lizbeth Ovalle       |     |
| 15    | MED   | Cristina Ferral      |     |
| 18    | MED   | Belén Cruz           | 91' |
| 10    | DEL   | Katty Martínez       |     |
| 19    | DEL   | Blanca Solís         | 75' |
| D. T. | D. T. | Ramón Villa Zevallos |     |

| 1     | POR   | Claudia Lozoya    |     |
| 2     | DEF   | Alexia Frías      |     |
| 4     | DEF   | Rebeca Bernal     |     |
| 19    | DEF   | Mariana Cadena    |     |
| 10    | MED   | Dinora Garza      | 65' |
| 16    | MED   | Selena Castillo   |     |
| 26    | MED   | Valeria Valdez    |     |
| 29    | MED   | Gabriela Álvarez  |     |
| 9     | DEL   | Desirée Monsiváis |     |
| 17    | DEL   | Alicia Cervantes  | 90' |
| 18    | DEL   | Aylin Aviléz      |     |
| D. T. | D. T. | Héctor Becerra    |     |

| 8 | Med | Christian Jaramillo | 75' |
| 9 | Del | Evelyn González     | 91' |

| 20 | Del | Daniela Solís  | 65' |
| 7  | Med | Hilary García  | 81' |
| 25 | Del | Norali Armenta | 90' |

| 61' · 70' (a.g.) | Alexia Frías Selena Castillo | 0:1 1:1 |

| 30' · 50' | Desirée Monsiváis Dinora Garza |

| Principal  | Karen Hernández |
| Asistentes | Mayra Mora      |
|            | Damaris Jiménez |
| Cuarto     | Lizzet García   |

|                    |     |     |
| Tiros              | 5   | 4   |
| Tiros a puerta     | 5   | 4   |
| Faltas             | 7   | 15  |
| Saques de esquina  | 3   | 2   |
| Penaltis           | 0   | 0   |
| Fueras de juego    | 1   | 5   |
| Posesión del balón | 53% | 47% |

| Alineación inicial |

| 20    | POR   | Ofelia Solís         |     |
| 4     | DEF   | Greta Espinoza       |     |
| 13    | DEF   | Karen Luna           |     |
| 22    | DEF   | Selene Cortés        |     |
| 6     | MED   | Nancy Antonio        |     |
| 7     | MED   | Liliana Mercado      |     |
| 14    | MED   | Lizbeth Ovalle       |     |
| 15    | MED   | Cristina Ferral      |     |
| 18    | MED   | Belén Cruz           | 91' |
| 10    | DEL   | Katty Martínez       |     |
| 19    | DEL   | Blanca Solís         | 75' |
| D. T. | D. T. | Ramón Villa Zevallos |     |

| 1     | POR   | Claudia Lozoya    |     |
| 2     | DEF   | Alexia Frías      |     |
| 4     | DEF   | Rebeca Bernal     |     |
| 19    | DEF   | Mariana Cadena    |     |
| 10    | MED   | Dinora Garza      | 65' |
| 16    | MED   | Selena Castillo   |     |
| 26    | MED   | Valeria Valdez    |     |
| 29    | MED   | Gabriela Álvarez  |     |
| 9     | DEL   | Desirée Monsiváis |     |
| 17    | DEL   | Alicia Cervantes  | 90' |
| 18    | DEL   | Aylin Aviléz      |     |
| D. T. | D. T. | Héctor Becerra    |     |

| 8 | Med | Christian Jaramillo | 75' |
| 9 | Del | Evelyn González     | 91' |

| 20 | Del | Daniela Solís  | 65' |
| 7  | Med | Hilary García  | 81' |
| 25 | Del | Norali Armenta | 90' |

| 61' · 70' (a.g.) | Alexia Frías Selena Castillo | 0:1 1:1 |

| 30' · 50' | Desirée Monsiváis Dinora Garza |

| Principal  | Karen Hernández |
| Asistentes | Mayra Mora      |
|            | Damaris Jiménez |
| Cuarto     | Lizzet García   |

|                    |     |     |
| Tiros              | 5   | 4   |
| Tiros a puerta     | 5   | 4   |
| Faltas             | 7   | 15  |
| Saques de esquina  | 3   | 2   |
| Penaltis           | 0   | 0   |
| Fueras de juego    | 1   | 5   |
| Posesión del balón | 53% | 47% |

| Alineación inicial |

| 20    | POR   | Ofelia Solís         |     |
| 4     | DEF   | Greta Espinoza       |     |
| 13    | DEF   | Karen Luna           |     |
| 22    | DEF   | Selene Cortés        |     |
| 6     | MED   | Nancy Antonio        |     |
| 7     | MED   | Liliana Mercado      |     |
| 14    | MED   | Lizbeth Ovalle       |     |
| 15    | MED   | Cristina Ferral      |     |
| 18    | MED   | Belén Cruz           | 91' |
| 10    | DEL   | Katty Martínez       |     |
| 19    | DEL   | Blanca Solís         | 75' |
| D. T. | D. T. | Ramón Villa Zevallos |     |

| 1     | POR   | Claudia Lozoya    |     |
| 2     | DEF   | Alexia Frías      |     |
| 4     | DEF   | Rebeca Bernal     |     |
| 19    | DEF   | Mariana Cadena    |     |
| 10    | MED   | Dinora Garza      | 65' |
| 16    | MED   | Selena Castillo   |     |
| 26    | MED   | Valeria Valdez    |     |
| 29    | MED   | Gabriela Álvarez  |     |
| 9     | DEL   | Desirée Monsiváis |     |
| 17    | DEL   | Alicia Cervantes  | 90' |
| 18    | DEL   | Aylin Aviléz      |     |
| D. T. | D. T. | Héctor Becerra    |     |

| 8 | Med | Christian Jaramillo | 75' |
| 9 | Del | Evelyn González     | 91' |

| 20 | Del | Daniela Solís  | 65' |
| 7  | Med | Hilary García  | 81' |
| 25 | Del | Norali Armenta | 90' |

| 61' · 70' (a.g.) | Alexia Frías Selena Castillo | 0:1 1:1 |

| 30' · 50' | Desirée Monsiváis Dinora Garza |

| Principal  | Karen Hernández |
| Asistentes | Mayra Mora      |
|            | Damaris Jiménez |
| Cuarto     | Lizzet García   |

|                    |     |     |
| Tiros              | 5   | 4   |
| Tiros a puerta     | 5   | 4   |
| Faltas             | 7   | 15  |
| Saques de esquina  | 3   | 2   |
| Penaltis           | 0   | 0   |
| Fueras de juego    | 1   | 5   |
| Posesión del balón | 53% | 47% |

| Alineación inicial |

| 20    | POR   | Ofelia Solís         |     |
| 4     | DEF   | Greta Espinoza       |     |
| 13    | DEF   | Karen Luna           |     |
| 22    | DEF   | Selene Cortés        |     |
| 6     | MED   | Nancy Antonio        |     |
| 7     | MED   | Liliana Mercado      |     |
| 14    | MED   | Lizbeth Ovalle       |     |
| 15    | MED   | Cristina Ferral      |     |
| 18    | MED   | Belén Cruz           | 91' |
| 10    | DEL   | Katty Martínez       |     |
| 19    | DEL   | Blanca Solís         | 75' |
| D. T. | D. T. | Ramón Villa Zevallos |     |

| 1     | POR   | Claudia Lozoya    |     |
| 2     | DEF   | Alexia Frías      |     |
| 4     | DEF   | Rebeca Bernal     |     |
| 19    | DEF   | Mariana Cadena    |     |
| 10    | MED   | Dinora Garza      | 65' |
| 16    | MED   | Selena Castillo   |     |
| 26    | MED   | Valeria Valdez    |     |
| 29    | MED   | Gabriela Álvarez  |     |
| 9     | DEL   | Desirée Monsiváis |     |
| 17    | DEL   | Alicia Cervantes  | 90' |
| 18    | DEL   | Aylin Aviléz      |     |
| D. T. | D. T. | Héctor Becerra    |     |

| 8 | Med | Christian Jaramillo | 75' |
| 9 | Del | Evelyn González     | 91' |

| 20 | Del | Daniela Solís  | 65' |
| 7  | Med | Hilary García  | 81' |
| 25 | Del | Norali Armenta | 90' |

| 61' · 70' (a.g.) | Alexia Frías Selena Castillo | 0:1 1:1 |

| 30' · 50' | Desirée Monsiváis Dinora Garza |

| Principal  | Karen Hernández |
| Asistentes | Mayra Mora      |
|            | Damaris Jiménez |
| Cuarto     | Lizzet García   |

|                    |     |     |
| Tiros              | 5   | 4   |
| Tiros a puerta     | 5   | 4   |
| Faltas             | 7   | 15  |
| Saques de esquina  | 3   | 2   |
| Penaltis           | 0   | 0   |
| Fueras de juego    | 1   | 5   |
| Posesión del balón | 53% | 47% |

| Alineación inicial |

#### Final - Vuelta
| 1     | POR   | Claudia Lozoya    |     |
| 2     | DEF   | Alexia Frías      |     |
| 4     | DEF   | Rebeca Bernal     |     |
| 19    | DEF   | Mariana Cadena    |     |
| 10    | MED   | Dinora Garza      | 45' |
| 16    | MED   | Selena Castillo   | 79' |
| 26    | MED   | Valeria Valdez    |     |
| 29    | MED   | Gabriela Álvarez  |     |
| 9     | DEL   | Desirée Monsiváis |     |
| 17    | DEL   | Alicia Cervantes  |     |
| 18    | DEL   | Aylin Aviléz      | 45' |
| D. T. | D. T. | Héctor Becerra    |     |

| 20    | POR   | Ofelia Solís         |     |
| 4     | DEF   | Greta Espinoza       |     |
| 13    | DEF   | Karen Luna           |     |
| 22    | DEF   | Selene Cortés        | 82' |
| 6     | MED   | Nancy Antonio        |     |
| 7     | MED   | Liliana Mercado      |     |
| 14    | MED   | Lizbeth Ovalle       | 94' |
| 15    | MED   | Cristina Ferral      |     |
| 18    | MED   | Belén Cruz           |     |
| 10    | DEL   | Katty Martínez       |     |
| 19    | DEL   | Blanca Solís         | 67' |
| D. T. | D. T. | Ramón Villa Zevallos |     |

| 8  | Del | Diana Evangelista | 45' |
| 20 | Del | Daniela Solís     | 45' |
| 25 | Del | Norali Armenta    | 79' |

| 8  | Med | Christian Jaramillo | 67' |
| 17 | Def | Natalia Villarreal  | 82' |
| 9  | Del | Evelyn González     | 94' |

| 67' | Alicia Cervantes | 1:2 |

| 8' · 25' | Blanca Solís Lizbeth Ovalle | 0:1 0:2 |

| Principal  | Diana Pérez     |
| Asistentes | Sandra Ramírez  |
|            | Jessica Morales |
| Cuarto     | Priscila Pérez  |

|                    |     |     |
| Tiros              | 3   | 3   |
| Tiros a puerta     | 2   | 2   |
| Faltas             | 7   | 6   |
| Saques de esquina  | 2   | 5   |
| Penaltis           | 0   | 0   |
| Fueras de juego    | 1   | 1   |
| Posesión del balón | 52% | 48% |

| Alineación inicial |

| 1     | POR   | Claudia Lozoya    |     |
| 2     | DEF   | Alexia Frías      |     |
| 4     | DEF   | Rebeca Bernal     |     |
| 19    | DEF   | Mariana Cadena    |     |
| 10    | MED   | Dinora Garza      | 45' |
| 16    | MED   | Selena Castillo   | 79' |
| 26    | MED   | Valeria Valdez    |     |
| 29    | MED   | Gabriela Álvarez  |     |
| 9     | DEL   | Desirée Monsiváis |     |
| 17    | DEL   | Alicia Cervantes  |     |
| 18    | DEL   | Aylin Aviléz      | 45' |
| D. T. | D. T. | Héctor Becerra    |     |

| 20    | POR   | Ofelia Solís         |     |
| 4     | DEF   | Greta Espinoza       |     |
| 13    | DEF   | Karen Luna           |     |
| 22    | DEF   | Selene Cortés        | 82' |
| 6     | MED   | Nancy Antonio        |     |
| 7     | MED   | Liliana Mercado      |     |
| 14    | MED   | Lizbeth Ovalle       | 94' |
| 15    | MED   | Cristina Ferral      |     |
| 18    | MED   | Belén Cruz           |     |
| 10    | DEL   | Katty Martínez       |     |
| 19    | DEL   | Blanca Solís         | 67' |
| D. T. | D. T. | Ramón Villa Zevallos |     |

| 8  | Del | Diana Evangelista | 45' |
| 20 | Del | Daniela Solís     | 45' |
| 25 | Del | Norali Armenta    | 79' |

| 8  | Med | Christian Jaramillo | 67' |
| 17 | Def | Natalia Villarreal  | 82' |
| 9  | Del | Evelyn González     | 94' |

| 67' | Alicia Cervantes | 1:2 |

| 8' · 25' | Blanca Solís Lizbeth Ovalle | 0:1 0:2 |

| Principal  | Diana Pérez     |
| Asistentes | Sandra Ramírez  |
|            | Jessica Morales |
| Cuarto     | Priscila Pérez  |

|                    |     |     |
| Tiros              | 3   | 3   |
| Tiros a puerta     | 2   | 2   |
| Faltas             | 7   | 6   |
| Saques de esquina  | 2   | 5   |
| Penaltis           | 0   | 0   |
| Fueras de juego    | 1   | 1   |
| Posesión del balón | 52% | 48% |

| Alineación inicial |

| 1     | POR   | Claudia Lozoya    |     |
| 2     | DEF   | Alexia Frías      |     |
| 4     | DEF   | Rebeca Bernal     |     |
| 19    | DEF   | Mariana Cadena    |     |
| 10    | MED   | Dinora Garza      | 45' |
| 16    | MED   | Selena Castillo   | 79' |
| 26    | MED   | Valeria Valdez    |     |
| 29    | MED   | Gabriela Álvarez  |     |
| 9     | DEL   | Desirée Monsiváis |     |
| 17    | DEL   | Alicia Cervantes  |     |
| 18    | DEL   | Aylin Aviléz      | 45' |
| D. T. | D. T. | Héctor Becerra    |     |

| 20    | POR   | Ofelia Solís         |     |
| 4     | DEF   | Greta Espinoza       |     |
| 13    | DEF   | Karen Luna           |     |
| 22    | DEF   | Selene Cortés        | 82' |
| 6     | MED   | Nancy Antonio        |     |
| 7     | MED   | Liliana Mercado      |     |
| 14    | MED   | Lizbeth Ovalle       | 94' |
| 15    | MED   | Cristina Ferral      |     |
| 18    | MED   | Belén Cruz           |     |
| 10    | DEL   | Katty Martínez       |     |
| 19    | DEL   | Blanca Solís         | 67' |
| D. T. | D. T. | Ramón Villa Zevallos |     |

| 8  | Del | Diana Evangelista | 45' |
| 20 | Del | Daniela Solís     | 45' |
| 25 | Del | Norali Armenta    | 79' |

| 8  | Med | Christian Jaramillo | 67' |
| 17 | Def | Natalia Villarreal  | 82' |
| 9  | Del | Evelyn González     | 94' |

| 67' | Alicia Cervantes | 1:2 |

| 8' · 25' | Blanca Solís Lizbeth Ovalle | 0:1 0:2 |

| Principal  | Diana Pérez     |
| Asistentes | Sandra Ramírez  |
|            | Jessica Morales |
| Cuarto     | Priscila Pérez  |

|                    |     |     |
| Tiros              | 3   | 3   |
| Tiros a puerta     | 2   | 2   |
| Faltas             | 7   | 6   |
| Saques de esquina  | 2   | 5   |
| Penaltis           | 0   | 0   |
| Fueras de juego    | 1   | 1   |
| Posesión del balón | 52% | 48% |

| Alineación inicial |

| 1     | POR   | Claudia Lozoya    |     |
| 2     | DEF   | Alexia Frías      |     |
| 4     | DEF   | Rebeca Bernal     |     |
| 19    | DEF   | Mariana Cadena    |     |
| 10    | MED   | Dinora Garza      | 45' |
| 16    | MED   | Selena Castillo   | 79' |
| 26    | MED   | Valeria Valdez    |     |
| 29    | MED   | Gabriela Álvarez  |     |
| 9     | DEL   | Desirée Monsiváis |     |
| 17    | DEL   | Alicia Cervantes  |     |
| 18    | DEL   | Aylin Aviléz      | 45' |
| D. T. | D. T. | Héctor Becerra    |     |

| 20    | POR   | Ofelia Solís         |     |
| 4     | DEF   | Greta Espinoza       |     |
| 13    | DEF   | Karen Luna           |     |
| 22    | DEF   | Selene Cortés        | 82' |
| 6     | MED   | Nancy Antonio        |     |
| 7     | MED   | Liliana Mercado      |     |
| 14    | MED   | Lizbeth Ovalle       | 94' |
| 15    | MED   | Cristina Ferral      |     |
| 18    | MED   | Belén Cruz           |     |
| 10    | DEL   | Katty Martínez       |     |
| 19    | DEL   | Blanca Solís         | 67' |
| D. T. | D. T. | Ramón Villa Zevallos |     |

| 8  | Del | Diana Evangelista | 45' |
| 20 | Del | Daniela Solís     | 45' |
| 25 | Del | Norali Armenta    | 79' |

| 8  | Med | Christian Jaramillo | 67' |
| 17 | Def | Natalia Villarreal  | 82' |
| 9  | Del | Evelyn González     | 94' |

| 67' | Alicia Cervantes | 1:2 |

| 8' · 25' | Blanca Solís Lizbeth Ovalle | 0:1 0:2 |

| Principal  | Diana Pérez     |
| Asistentes | Sandra Ramírez  |
|            | Jessica Morales |
| Cuarto     | Priscila Pérez  |

|                    |     |     |
| Tiros              | 3   | 3   |
| Tiros a puerta     | 2   | 2   |
| Faltas             | 7   | 6   |
| Saques de esquina  | 2   | 5   |
| Penaltis           | 0   | 0   |
| Fueras de juego    | 1   | 1   |
| Posesión del balón | 52% | 48% |

| Alineación inicial |

| Campeón Clausura 2019 |
| --------------------- |
|                       |
| Tigres                |
| 2° Título             |

## Estadísticas

### Clasificación juego limpio
- Datos según la página oficial de la competición.
- Fecha de actualización: 23 de abril de 2019

| Lugar                                | Club                                 |          |          |          | Puntos   |
| ------------------------------------ | ------------------------------------ | -------- | -------- | -------- | -------- |
| 1°                                   | Puebla                               | 5        | 0        | 0        | 5        |
| 2°                                   | Pumas UNAM                           | 8        | 0        | 0        | 8        |
| 3°                                   | Tijuana                              | 10       | 0        | 0        | 10       |
| 4°                                   | Lobos BUAP                           | 9        | 0        | 1        | 12       |
| 5°                                   | Tigres UANL                          | 13       | 0        | 0        | 13       |
| 6°                                   | Veracruz                             | 10       | 0        | 1        | 13       |
| 7°                                   | Monarcas Morelia                     | 14       | 0        | 0        | 14       |
| 8°                                   | Monterrey                            | 8        | 0        | 2        | 14       |
| 9°                                   | Toluca                               | 15       | 0        | 0        | 15       |
| 10°                                  | Necaxa                               | 15       | 0        | 0        | 15       |
| 11°                                  | América                              | 13       | 0        | 1        | 16       |
| 12°                                  | Pachuca                              | 14       | 0        | 1        | 17       |
| 13°                                  | León                                 | 17       | 0        | 1        | 20       |
| 14°                                  | Querétaro                            | 20       | 0        | 0        | 20       |
| 15°                                  | Cruz Azul                            | 15       | 0        | 2        | 21       |
| 16°                                  | Guadalajara                          | 18       | 0        | 1        | 21       |
| 17°                                  | Santos Laguna                        | 15       | 0        | 2        | 21       |
| 18°                                  | Atlas                                | 21       | 0        | 0        | 21       |
| Primera Tarjeta Amarilla             | Primera Tarjeta Amarilla             | 1 punto  | 1 punto  | 1 punto  | 1 punto  |
| Segunda Tarjeta Amarilla y Expulsión | Segunda Tarjeta Amarilla y Expulsión | 3 puntos | 3 puntos | 3 puntos | 3 puntos |
| Tarjeta Roja Directa                 | Tarjeta Roja Directa                 | 3 puntos | 3 puntos | 3 puntos | 3 puntos |

### Máximas Goleadoras
- Datos según la página oficial de la competición.
- Fecha de actualización: 23 de abril de 2019

| Pos  | Jugadora                            | Club      | Goles | Minutos jugados | Anota cada |
| ---- | ----------------------------------- | --------- | ----- | --------------- | ---------- |
| 1.º  | Isela Guadalupe Ojeda Ramírez       | Santos    | 7     | 822             | 117.43     |
| =    | Claudia Fabiola Ibarra Muro         | Atlas     | 7     | 1,419           | 202.71     |
| 3.º  | Aylin Ariana Aviléz Peña            | Monterrey | 6     | 615             | 101.50     |
| =    | Mónica Desiree Monsiváis Salayandia | Monterrey | 6     | 690             | 115.00     |
| =    | Katty Martínez Abad                 | Tigres    | 6     | 830             | 138.33     |
| =    | Sanjuana De Jesús Muñoz Murillo     | Pachuca   | 6     | 1,065           | 177.50     |
| =    | Ana Paola López Yrigoyen            | Pachuca   | 6     | 1,248           | 208.00     |
| =    | Lizbeth Ángeles Mercado             | Pachuca   | 6     | 1,302           | 217.00     |
| =    | Edna Fabiola Santamaria Orduña      | UNAM      | 6     | 1,384           | 230.67     |
| 10.º | Daniela Lizbeth Solís Contreras     | Monterrey | 5     | 1,051           | 210.20     |

#### Hat-Trickso más
| Jugadora                      | Club   | Local  | Resultado | Visita | Goles       | Fecha                 | Jornada    |
| ----------------------------- | ------ | ------ | --------- | ------ | ----------- | --------------------- | ---------- |
| Isela Guadalupe Ojeda Ramírez | Santos | Santos | 3 - 0     | Necaxa | 10' 29' 43' | 25 de febrero de 2019 | Jornada 10 |

## Asistencia
- Fecha de actualización: 13 de mayo de 2019

### Por jornada
| 1  | 10,154 | 1,269 | Tigres vs Querétaro (5,210)     | Puebla vs Veracruz (363)     | Jornada 1  |
| 2  | 6,903  | 863   | Pachuca vs Puebla (2,100)       | Veracruz vs Tijuana (282)    | Jornada 2  |
| 3  | 17,179 | 2,147 | Tigres vs Atlas (10,269)        | UNAM vs Veracruz (463)       | Jornada 3  |
| 4  | 14,114 | 1,764 | Toluca vs Cruz Azul (6,323)     | Atlas vs Querétaro (226)     | Jornada 4  |
| 5  | 34,989 | 4,374 | Tigres vs Monterrey (30,161)    | UNAM vs Lobos BUAP (218)     | Jornada 5  |
| 6  | 7,558  | 945   | Monarcas vs Guadalajara (3,513) | Cruz Azul vs Puebla (339)    | Jornada 6  |
| 7  | 15,596 | 1,950 | Tigres vs Monarcas (10,537)     | Querétaro vs Necaxa (350)    | Jornada 7  |
| 8  | 6,775  | 847   | Monterrey vs Atlas (1,762)      | Puebla vs Tijuana (277)      | Jornada 8  |
| 9  | 7,268  | 909   | Pachuca vs Toluca (2,843)       | Veracruz vs Cruz Azul (125)  | Jornada 9  |
| 10 | 11,590 | 1,449 | León vs Guadalajara (4,975)     | Veracruz vs Puebla (145)     | Jornada 10 |
| 11 | 9,412  | 1,177 | Tigres vs León (2,893)          | Puebla vs Pachuca (250)      | Jornada 11 |
| 12 | 6,402  | 800   | Santos vs Guadalajara (1,481)   | Veracruz vs UNAM (194)       | Jornada 12 |
| 13 | 7,475  | 934   | Tigres vs Santos (2,438)        | Querétaro vs Atlas (245)     | Jornada 13 |
| 14 | 31,915 | 3,989 | Monterrey vs Tigres (24,465)    | Lobos BUAP vs UNAM (475)     | Jornada 14 |
| 15 | 11,554 | 1,444 | Tigres vs Necaxa (8,847)        | Veracruz vs Lobos BUAP (222) | Jornada 15 |
| 16 | 6,276  | 785   | Lobos BUAP vs Pachuca (234)     | Monterrey vs León (1,556)    | Jornada 16 |
| 17 | 32,595 | 4,074 | Tigres vs Guadalajara (16,121)  | Veracruz vs Toluca (286)     | Jornada 17 |
| 18 | 25,001 | 3,125 | Monterrey vs Santos (20,148)    | Necaxa vs Atlas (411)        | Jornada 18 |

### Cuartos de final[18]
| Ida    | UNAM vs Monterrey | La Cantera - Cancha 1     | 24 de abril de 2019 | 917    | ***63,949 aficionados (7,994 en promedio por partido)*** |
| Ida    | León vs América   | Nou Camp                  | 25 de abril de 2019 | 29,235 | ***63,949 aficionados (7,994 en promedio por partido)*** |
| Ida    | Puebla vs Tigres  | Estadio Cuauhtémoc        | 25 de abril de 2019 | 3,210  | ***63,949 aficionados (7,994 en promedio por partido)*** |
| Ida    | Atlas vs Pachuca  | Alfredo "Pistache" Torres | 25 de abril de 2019 | 1,470  | ***63,949 aficionados (7,994 en promedio por partido)*** |
| Vuelta | Monterrey vs UNAM | BBVA Bancomer             | 27 de abril de 2019 | 3,778  | ***63,949 aficionados (7,994 en promedio por partido)*** |
| Vuelta | América vs León   | Estadio Azteca            | 28 de abril de 2019 | 4,531  | ***63,949 aficionados (7,994 en promedio por partido)*** |
| Vuelta | Tigres vs Puebla  | Estadio Universitario     | 29 de abril de 2019 | 11,228 | ***63,949 aficionados (7,994 en promedio por partido)*** |
| Vuelta | Pachuca vs Atlas  | Estadio Hidalgo           | 29 de abril de 2019 | 9,580  | ***63,949 aficionados (7,994 en promedio por partido)*** |

### Semifinales[19]
| Ida    | Tigres vs América    | Estadio Universitario | 2 de mayo de 2019 | 12,346 | ***42,205 aficionados (10,551 en promedio por partido)*** |
| Ida    | Pachuca vs Monterrey | Estadio Hidalgo       | 3 de mayo de 2019 | 12,890 | ***42,205 aficionados (10,551 en promedio por partido)*** |
| Vuelta | América vs Tigres    | Estadio Azteca        | 5 de mayo de 2019 | 10,732 | ***42,205 aficionados (10,551 en promedio por partido)*** |
| Vuelta | Monterrey vs Pachuca | Estadio BBVA Bancomer | 6 de mayo de 2019 | 6,237  | ***42,205 aficionados (10,551 en promedio por partido)*** |

### Final[20]
| Ida    | Tigres vs Monterrey | Estadio Universitario | 10 de mayo de 2019 | 34,135 | ***65,871 aficionados (32,936 en promedio por partido)*** |
| Vuelta | Monterrey vs Tigres | BBVA Bancomer         | 13 de mayo de 2019 | 31,736 | ***65,871 aficionados (32,936 en promedio por partido)*** |

### Por equipos
| Pos   | Equipo           | Total   | Promedio | Más alta | Más baja |
| ----- | ---------------- | ------- | -------- | -------- | -------- |
| 1     | Tigres UANL      | 86,476  | 10,810   | 30,161   | 2,438    |
| 2     | Monterrey        | 52,520  | 6,565    | 24,465   | 415      |
| 3     | Pachuca          | 28,425  | 3,553    | 12,351   | 1,567    |
| 4     | Toluca           | 11,904  | 1,488    | 6,323    | 483      |
| 5     | León             | 10,308  | 1,289    | 4,975    | 424      |
| 6     | Monarcas Morelia | 10,136  | 1,267    | 3,513    | 768      |
| 7     | Guadalajara      | 9,434   | 1,179    | 2,395    | 230      |
| 8     | Santos Laguna    | 8,079   | 1,010    | 1,764    | 615      |
| 9     | Tijuana          | 7,062   | 883      | 2,033    | 433      |
| 10    | América          | 6,255   | 782      | 1,454    | 480      |
| 11    | Atlas            | 5,320   | 665      | 1,400    | 185      |
| 12    | Lobos BUAP       | 4,696   | 587      | 1,350    | 234      |
| 13    | Cruz Azul        | 4,395   | 549      | 913      | 337      |
| 14    | Necaxa           | 4,389   | 549      | 1,170    | 315      |
| 15    | Querétaro        | 4,286   | 536      | 1,107    | 244      |
| 16    | Puebla           | 3,851   | 481      | 829      | 250      |
| 17    | Pumas UNAM       | 3,196   | 400      | 673      | 149      |
| 18    | Veracruz         | 2,023   | 253      | 485      | 125      |
| Total | Total            | 262,755 | 1,825    | 30,161   | 125      |